# Aviatik D.III
Aviatik D.III là một mẫu thử máy bay tiêm kích của Đức trong Chiến tranh thế giới I.

## Tính năng kỹ chiến thuật
Đặc tính tổng quan
- Kíp lái: 1
- Chiều dài: 8,47 m (27 ft 9 in)
- Sải cánh: 9 m (29 ft 6 in)
- Chiều cao: 3,08 m (10 ft 1 in)
- Diện tích cánh: 21 m2 (230 foot vuông)
- Trọng lượng có tải: 864 kg (1.905 lb)
- Động cơ: 1 × Benz Bz IIIbo , 145 kW (195 hp)

Hiệu suất bay
- Tầm bay: 720 km (447 mi; 389 nmi)
- Vận tốc lên cao: 0,11 m/s (22 ft/min)

Vũ khí trang bị

- Súng: 2×LMG 08/15